# Campeonato Mundial de Atletismo em Pista Coberta de 2008 - 60 m com barreiras masculino
A competição dos 60 metros com barreiras masculino do Campeonato Mundial de Atletismo em Pista Coberta de 2008, foi disputado no Palácio-Velódromo Luis Puig, em Valência.

## Medalhistas
| Ouro            | Prata               | Bronze                                           |
| Liu Xiang (CHN) | Allen Johnson (USA) | Staņislavs Olijars (LAT) · Evgeniy Borisov (RUS) |

## Resultados

### Eliminatória
| Bateria | Faixa | Atleta                 | Nacionalidade      | Tempo   | Notas | Tempo de reação |
| ------- | ----- | ---------------------- | ------------------ | ------- | ----- | --------------- |
| 1       | 5     | Jackson Quiñónez       | Espanha            | 7.58    | Q     | 0.168           |
| 1       | 6     | Thomas Blaschek        | Alemanha           | 7.61    | Q     | 0.126           |
| 1       | 4     | Adrien Deghelt         | Bélgica            | 7.73 PB | Q     | 0.130           |
| 1       | 3     | Damjan Zlatnar         | Eslovênia          | 7.76    | Q     | 0.127           |
| 1       | 7     | Anselmo da Silva       | Brasil             | 7.80 PB | q     | 0.123           |
| 1       | 2     | Dominik Bochenek       | Polónia            | 7.83    | q     | 0.123           |
| 2       | 3     | Staņislavs Olijars     | Letônia            | 7.72    | Q     | 0.181           |
| 2       | 4     | Liu Xiang              | China              | 7.73 SB | Q     | 0.105           |
| 2       | 6     | Maksim Lynsha          | Bielorrússia       | 7.80    | Q     | 0.259           |
| 2       | 8     | Samuel Coco-Viloin     | França             | 7.85    | Q     | 0.154           |
| 2       | 2     | Decosma Wright         | Jamaica            | 7.85    |       | 0.269           |
| 2       | 7     | Shamar Sands           | Bahamas            | 7.97 SB |       | 0.227           |
| 2       | 5     | Dayron Robles          | Cuba               | 8.53    |       | 0.174           |
| 3       | 4     | Petr Svoboda           | Chéquia            | 7.71    | Q     | 0.163           |
| 3       | 8     | Robert Kronberg        | Suécia             | 7.73    | Q     | 0.160           |
| 3       | 7     | Yoel Hernández         | Cuba               | 7.74    | Q     | 0.251           |
| 3       | 5     | Evgeniy Borisov        | Rússia             | 7.79    | Q     | 0.247           |
| 3       | 3     | Éder Antonio Souza     | Brasil             | 7.89    |       | 0.194           |
| 3       | 2     | Yuji Ohashi            | Japão              | 8.01 PB |       | 0.162           |
| 3       | 6     | Rayzam Shah Wan Sofian | Malásia            | 8.26    |       | 0.246           |
| 4       | 4     | Allan Scott            | Reino Unido        | 7.64    | Q     | 0.149           |
| 4       | 6     | Allen Johnson          | Estados Unidos     | 7.67    | Q     | 0.171           |
| 4       | 3     | Paulo Villar           | Colômbia           | 7.68    | Q     | 0.152           |
| 4       | 5     | Shi Dongpeng           | China              | 7.72 SB | Q     | 0.150           |
| 4       | 7     | Masato Naito           | Japão              | 7.75 NR | q     | 0.140           |
| 4       | 2     | Stanislav Sajdok       | Chéquia            | 7.81    | q     | 0.243           |
| 5       | 3     | David Oliver           | Estados Unidos     | 7.59    | Q     | 0.225           |
| 5       | 7     | Maurice Wignall        | Jamaica            | 7.61 SB | Q     | 0.173           |
| 5       | 6     | Willi Mathiszik        | Alemanha           | 7.70    | Q     | 0.146           |
| 5       | 5     | Alexandru Mihailescu   | Roménia            | 7.88    | Q     | 0.183           |
| 5       | 4     | Igor Peremota          | Rússia             | 7.93    |       | 0.143           |
| 5       | 8     | Rene Oruman            | Estónia            | 8.00    |       | 0.165           |
| 5       | 2     | Toriki Urarii          | Polinésia Francesa | 8.52 PB |       | 0.297           |

### Semifinal
| Bateria | Faixa | Atleta               | Nacionalidade  | Tempo   | Notas | Tempo de reação |
| ------- | ----- | -------------------- | -------------- | ------- | ----- | --------------- |
| 1       | 5     | Allan Scott          | Reino Unido    | 7.57    | Q     | 0.159           |
| 1       | 3     | Allen Johnson        | Estados Unidos | 7.64    | Q     | 0.241           |
| 1       | 8     | Shi Dongpeng         | China          | 7.65 SB |       | 0.147           |
| 1       | 4     | Robert Kronberg      | Suécia         | 7.75    |       | 0.172           |
| 1       | 6     | Petr Svoboda         | Chéquia        | 7.81    |       | 0.149           |
| 1       | 2     | Masato Naito         | Japão          | 7.85    |       | 0.237           |
| 1       | 1     | Anselmo da Silva     | Brasil         | 7.94    |       | 0.225           |
| 1       | 7     | Maksim Lynsha        | Bielorrússia   | 8.03    |       | 0.238           |
| 2       | 6     | Thomas Blaschek      | Alemanha       | 7.59    | Q     | 0.120           |
| 2       | 8     | Evgeniy Borisov      | Rússia         | 7.61    | Q     | 0.142           |
| 2       | 5     | Jackson Quiñónez     | Espanha        | 7.63    | q     | 0.229           |
| 2       | 7     | Adrien Deghelt       | Bélgica        | 7.69 PB |       | 0.140           |
| 2       | 3     | Maurice Wignall      | Jamaica        | 7.70    |       | 0.259           |
| 2       | 4     | Paulo Villar         | Colômbia       | 7.81    |       | 0.259           |
| 2       | 2     | Samuel Coco-Viloin   | França         | 7.93    |       | 0.242           |
| 2       | 1     | Dominik Bochenek     | Polónia        | 7.97    |       | 0.268           |
| 3       | 5     | Liu Xiang            | China          | 7.57 SB | Q     | 0.177           |
| 3       | 6     | Staņislavs Olijars   | Letônia        | 7.60 SB | Q     | 0.152           |
| 3       | 7     | Yoel Hernández       | Cuba           | 7.63    | q     | 0.176           |
| 3       | 4     | David Oliver         | Estados Unidos | 7.65    |       | 0.275           |
| 3       | 3     | Willi Mathiszik      | Alemanha       | 7.76    |       | 0.232           |
| 3       | 8     | Damjan Zlatnar       | Eslovênia      | 7.77    |       | 0.129           |
| 3       | 1     | Stanislav Sajdok     | Chéquia        | 7.85    |       | 0.214           |
| 3       | 2     | Alexandru Mihailescu | Roménia        | 7.96    |       | 0.249           |

### Final
| Colocação         | Faixa | Atleta             | Nacionalidade  | Tempo   | Tempo de reação |
| ----------------- | ----- | ------------------ | -------------- | ------- | --------------- |
| Medalha de ouro   | 6     | Liu Xiang          | China          | 7.46 SB | 0.217           |
| Medalha de prata  | 8     | Allen Johnson      | Estados Unidos | 7.55    | 0.176           |
| Medalha de bronze | 3     | Staņislavs Olijars | Letônia        | 7.60 SB | 0.136           |
| Medalha de bronze | 7     | Evgeniy Borisov    | Rússia         | 7.60    | 0.232           |
| 5                 | 5     | Thomas Blaschek    | Alemanha       | 7.64    | 0.198           |
| 6                 | 4     | Allan Scott        | Reino Unido    | 7.65    | 0.148           |
| 7                 | 1     | Jackson Quiñónez   | Espanha        | 7.66    | 0.217           |
| 8                 | 2     | Yoel Hernández     | Cuba           | 7.91    | 0.249           |

Legenda
| Recorde mundial       | Recorde mundial (World record)               |                       | Recorde africano                      | Recorde africano (African) |                                           | Q | Classificado por posição (Qualified) |
| Recorde do campeonato | Recorde do campeonato (Championship record)  | Recorde da América    | Recorde da América (Americas)         | q                          | Classificado por melhor tempo (Qualified) |   |                                      |
| Melhor marca do ano   | Melhor marca do ano (World leading)          | Recorde asiático      | Recorde asiático (Asian)              | DNS                        | Não largou (Did not start)                |   |                                      |
| Recorde nacional      | Recorde nacional (National record)           | Recorde europeu       | Recorde europeu (European)            | DNF                        | Não terminou (Did not finish)             |   |                                      |
| Recorde pessoal       | Recorde pessoal do atleta (Personal best)    | Recorde da Oceania    | Recorde da Oceania (Oceania)          | DSQ / DQ                   | Desclassificado (Disqualified)            |   |                                      |
| Recorde da temporada  | Recorde da temporada do atleta (Season best) | Recorde sul-americano | Recorde sul-americano (South America) | NM                         | Sem marca (No mark)                       |   |                                      |